# Áo giáp

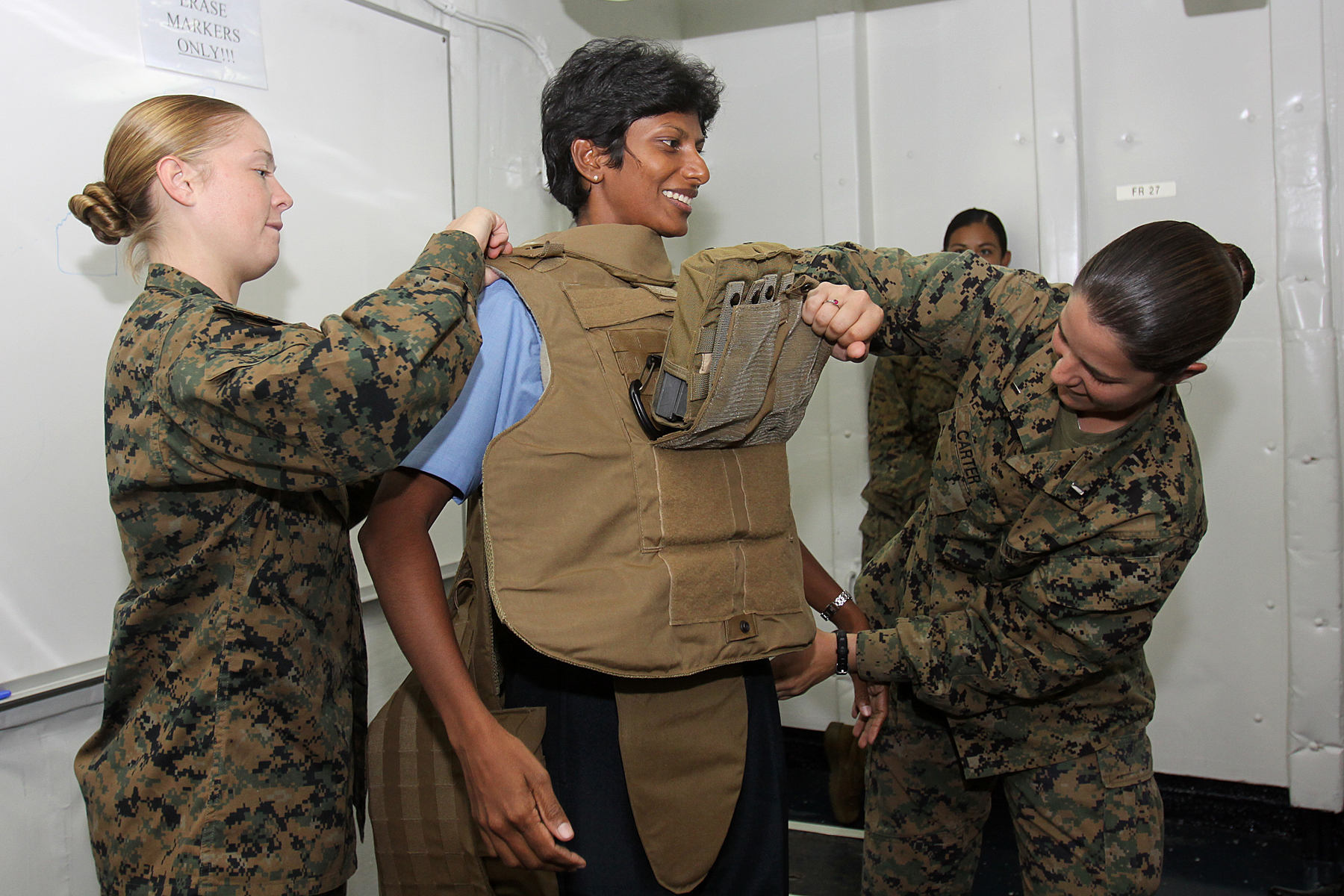
Thủy quân lục chiến Hoa Kỳ vào tháng 7 năm 2010 hỗ trợ một thủy thủ của Hải quân Sri Lanka thử áo vest chiến thuật Modular.

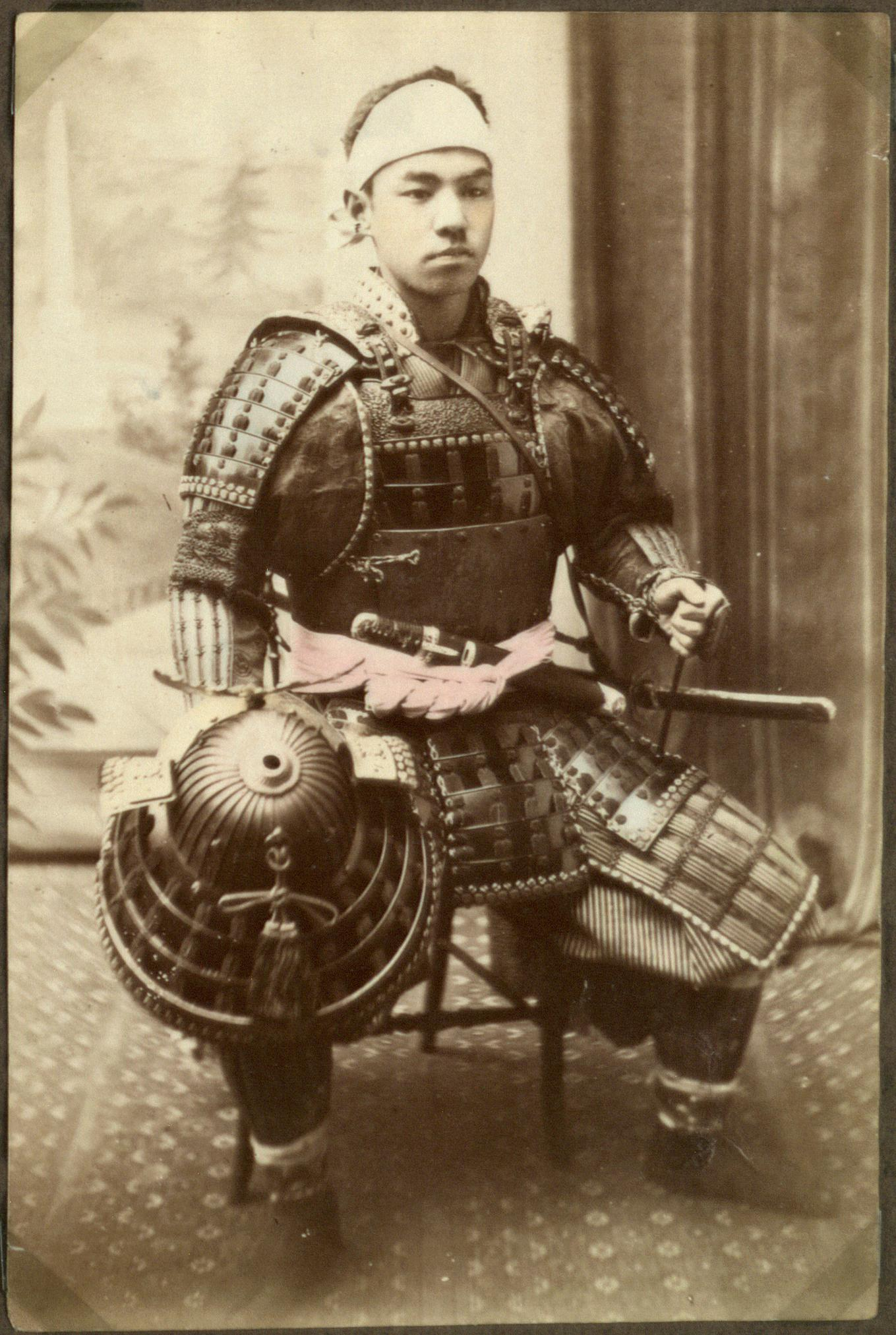
Chiến binh Nhật Bản mặc áo giáp

Áo giáp cơ thể, còn được gọi là áo giáp, áo giáp cá nhân là quần áo bảo hộ được thiết kế để hấp thụ hoặc làm chệch hướng các tấn công vật lý. Trong lịch sử áo giáp được sử dụng để bảo vệ các nhân viên quân sự, ngày nay nó cũng được nhiều loại cảnh sát (đặc biệt là cảnh sát chống bạo động), nhân viên bảo vệ tư nhân hoặc vệ sĩ, và đôi khi là thường dân sử dụng. Ngày nay có hai loại chính: áo giáp cơ thể không phủ kim loại thông thường để bảo vệ từ trung bình đến đáng kể và áo giáp cơ thể được gia cố bằng các tấm kim loại cứng để bảo vệ tối đa, như các áo giáp được các binh sĩ chiến đấu sử dụng.

## Lịch sử

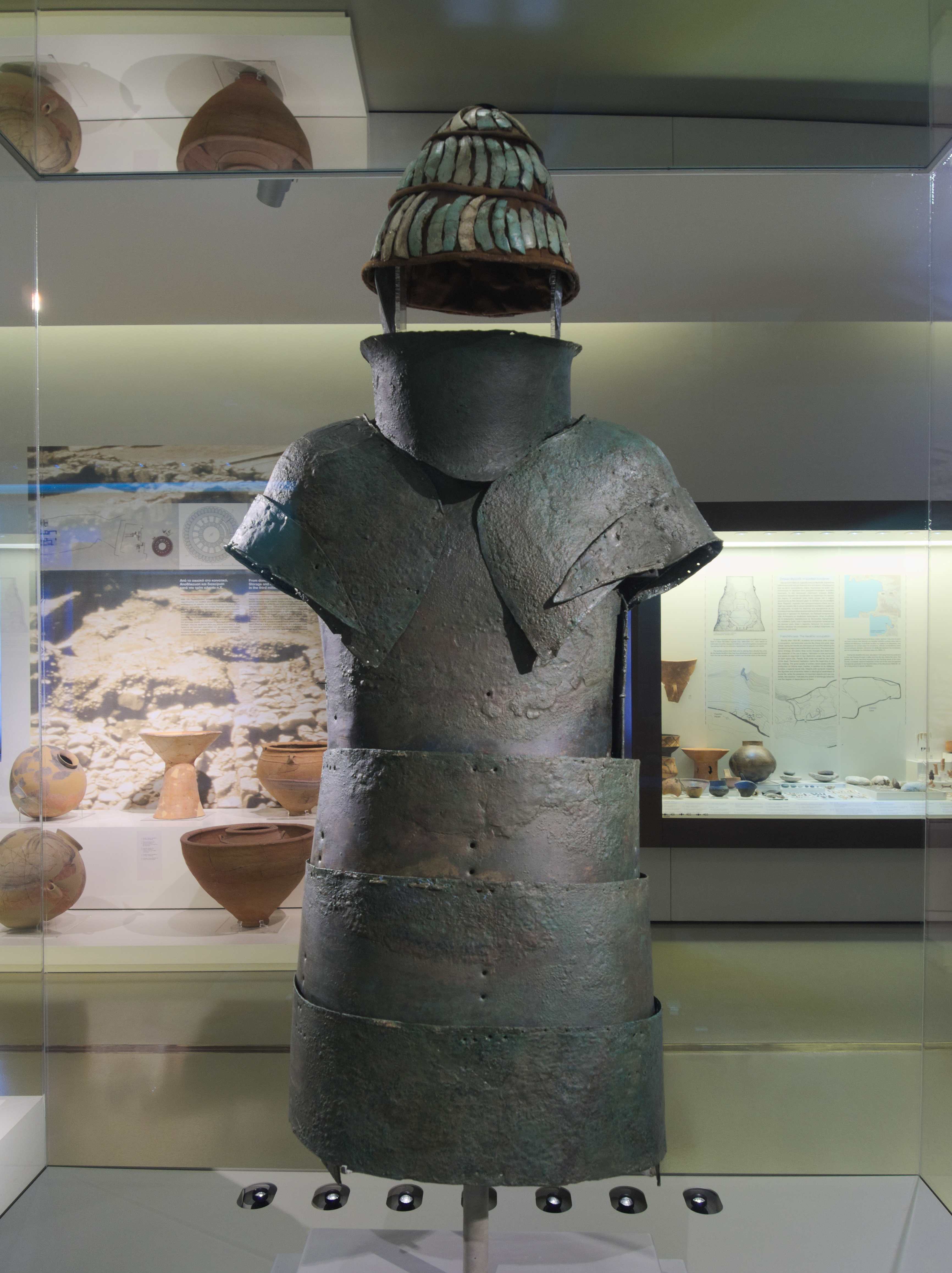
Áo giáp Mycenaean của Hy Lạp, c. 1400 TCN

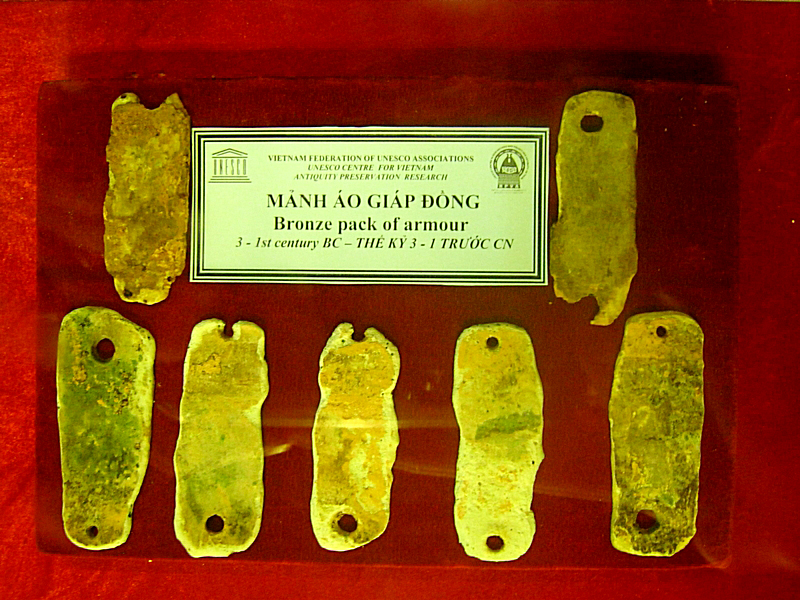
Các tấm giáp bằng đồng, Việt Nam, 300 TCN - 100 TCN

Nhiều yếu tố đã ảnh hưởng đến sự phát triển của áo giáp cá nhân trong suốt lịch sử loài người. Các yếu tố quan trọng trong việc phát triển áo giáp bao gồm các nhu cầu kinh tế và công nghệ trong sản xuất áo giáp. Ví dụ, áo giáp toàn tấm xuất hiện lần đầu tiên ở Châu Âu thời trung cổ khi những chiếc búa hành trình chạy bằng nước làm cho việc xử lý các tấm kim loại nhanh hơn và rẻ hơn. Đôi khi sự phát triển của áo giáp đã chạy song song với sự phát triển của vũ khí ngày càng hiệu quả trên chiến trường, với những người mặc áo giáp tìm cách tạo ra sự bảo vệ tốt hơn mà không phải hy sinh tính cơ động.

### Thời cổ đại
Ghi chép đầu tiên về áo giáp cơ thể trong lịch sử đã được tìm thấy trên Stele of Vultures ở Sumer cổ đại ở miền nam Iraq ngày nay. Bộ giáp lâu đời nhất được biết đến của phương Tây là Dendra, có niên đại từ thời Mycenaean vào khoảng 1400 trước Công nguyên. Mail, còn được gọi là chainmail, được làm bằng các vòng sắt lồng vào nhau, có thể được tán đinh hoặc hàn kín. Nó được cho là đã được phát minh bởi người Celtic ở châu Âu khoảng thời điểm 500 TCN. Hầu hết các nền văn hóa sử dụng các vòng sắt này đều sử dụng từ Celtic byrnne  hoặc một biến thể, gợi ý người Celts là người khởi tạo.  Người La Mã chấp nhận rộng rãi các vòng sắt này là lorica hamata, mặc dù họ cũng đã sử dụng lorica Segata và lorica squamata. Mặc dù không có áo giáp phi kim loại nào được biết là còn đến ngày nay, nhưng nó có khả năng là phổ biến do chi phí thấp hơn.
Việc sử dụng áo giáp sắt trên bán đảo Triều Tiên được phát triển trong Liên minh Gaya (Kaya) Liên minh Gaya của Liên minh 42 CE - 562 CE. Bàn ủi đã được khai thác và tinh chế tại khu vực xung quanh thành phố GimHae (Gyeongsangnam Provence, Hàn Quốc). Sử dụng cả thiết kế tấm dọc và hình tam giác, bộ áo giáp tấm bao gồm 27 tấm cong dày 1-2mm riêng lẻ trở lên, được gắn chặt với nhau bằng đinh hoặc bản lề. Các bộ phục hồi bao gồm các phụ kiện như bảo vệ cánh tay sắt, bảo vệ cổ, bảo vệ chân ngựa và áo giáp. Việc sử dụng các loại áo giáp này đã biến mất khỏi việc sử dụng trên Bán đảo Triều Tiên sau sự sụp đổ của Liên minh Gaya với Triều đại Silla, trong thời kỳ Tam Quốc Triều Tiên vào năm 562.
Áo giáp phương Đông có một lịch sử lâu dài, bắt đầu từ Trung Quốc cổ đại. Trong lịch sử Đông Á, áo giáp nhiều lớp như lamellar, và các kiểu tương tự như áo của tấm, và brigandine thường được sử dụng. Cuirasses sau đó và tấm cũng được sử dụng. Vào thời tiền Tần, áo giáp da được làm từ tê giác. Ảnh hưởng của Trung Quốc tại Nhật Bản sẽ dẫn đến việc người Nhật chấp nhận phong cách Trung Quốc, áo giáp samurai của họ là kết quả của ảnh hưởng này.